# Изследване на случай
Изследването на случай или примерният казус е един от методите за извършване на изследване в социалните и биологичните науки. Той представлява целенасочено изучаване на единична група, случай или общност. Този метод цели да се разбере сложен въпрос или обект и да се обогати вече съществуващото познание от предходни изследвания. При изследването се извършва подробен анализ на ограничен брой събития или условия в техния контекст и взаимна връзка. Методът се използва от учените отдавна и в широк кръг от дисциплини. Например в социалните науки с този качествен метод се анализират ситуации от реалния живот и се получава оценка за резултата от прилагането на определени методи и идеи. Според Yin този метод е едно емпирично изследване на съвременно явление в неговия действителен контекст, когато границите между явлението и контекста не са ясно определени и когато са налице многобройни източници на данни. Методът включва експерименти, статистически изследвания или анализ на архивна информация.
Критиците на метода смятат, че изучаването на малък брой случаи страда от липса на надеждност на изводите и не позволява да се направи обобщение. Според други противници самото фокусирано изучаване влияе на поведението на обекта и затова изводите не са обективни. Затова препоръчват методът на примерния казус да се използва само като предварителен инструмент.